# Glean
Glean Technologies, Inc — американская ИТ-компания, специализирующаяся на разработке корпоративных поисковых систем с использованием искусственного интеллекта. Штаб-квартира находится в Пало-Алто, Калифорния. В 2024 году Glean вошла в рейтинг «Disruptor 50» телеканала CNBC, куда ежегодно отбирают компании, предложившие самые смелые и неожиданные инновации в той или иной сфере бизнеса.

## История
Идея создать специальный инструмент для поиска рабочей информации внутри корпоративных сетей и служебных облачных пространств принадлежит Арвинду Джайну, соучредителю компании по управлению облачными данными Rubrik и бывшему техническому директору Google. Джайн привлёк в команду своих коллег по предыдущим проектам, и в 2019 году при поддержке компании Kleiner Perkins, базирующейся в Менло-Парке (Калифорния), был запущен стартап Glean. В том же году в ходе инвестиционного раунда, проходившего под руководством Kleiner Perkins, команда Джайна собрала 15,3 млн долларов. По окончании пандемии COVID-19 Glean переехала в Пало-Алто.
В сентябре 2021 года компания при поддержке General Catalyst провела следующий инвестиционный раунд, по итогам которого привлекла 40 млн долларов. 15 сентября Glean презентовала свой вспомогательный инструмент поиска Glean Chat, созданный для сбора информации из множества разрозненных источников и оптимизации доступа к критически важным данным на различных платформах.
В начале 2022 года компания опубликовала результаты опроса, участие в котором приняли свыше 1 тыс. сотрудников компаний и корпораций из разных стран мира. Как показало проведённое исследование, люди ежедневно тратят в среднем 2 часа (25 % своего рабочего времени) только лишь на поиск информации, которая необходима им для того, чтобы приступить к делу и выполнить запланированный объём работ. В мае того же года компания провела инвестиционный раунд под руководством Sequoia Capital, собрав 100 млн долларов. Оценка Glean, по итогам раунда, повысилась до 1 млрд долларов.
В марте 2024 года к Glean присоединилась Тамар Йехошуа, ранее работавшая в Google Search Experience (подразделение Google), Slack и венчурной компании Institutional Venture Partners (IVP). Она пришла на позицию президента компании, отвечающего за исследования и разработки, включая глобальное проектирование, дизайн и продукт.
В феврале 2024 года Glean привлекла более 200 млн долларов инвестиций (на тот момент компания оценивалась в 2,2 млрд долларов). В сентябре компания привлекла инвестиции на сумму свыше 260 млн долларов, а её стоимость увеличилась до 4,6 млрд долларов. Большую часть вложений в рамках данного инвестиционного раунда пришлась на компании DST Global, SoftBank Vision Fund 2 (входит в структуру японской холдинговой компании SoftBank Group), Altimeter, Craft Ventures, Sapphire Ventures. Также среди инвесторов были Coatue, General Catalyst, ICONIQ Growth, IVP, Kleiner Perkins, Latitude Capital, Lightspeed Venture Partners и Sequoia Capital. Годовой доход Glean, среди клиентов которой значатся такие компании как Reddit, Instacart и Pinterest, вырос более чем в три раза (конкретная цифра продаж не уточняется).

## Продукты
Виртуальный помощник Glean Chat на базе генеративного искусственного интеллекта и платформа Work AI для поиска данных, создания контента и автоматизации работы с помощью ИИ — флагманский продукт компании, который используется в корпоративном пространстве, помогая сотрудникам быстрее и эффективнее находить нужный контент в многочисленных рабочих чатах, приложениях, облачных хранилищах, репозиториях и т. д. со ссылками на источники информации.

## Руководство
Должность генерального директора занимает основатель компании Арвинд Джайн. Соучредители Glean Вишванат Ти Эр и Тони Джентилкор отвечают за инжиниринг, президент Тамар Иехошуа — за продукты и технологии.